# Jorge Enrique Vargas
Jorge Enrique Vargas (Cali, Valle del Cauca, Colombia; 22 de enero de 1983) es un exfutbolista Colombiano. Jugaba de Centrocampista y su último equipo fue el Universitario Popayán de Colombia.

## Gol olímpico
El 20 de mayo de 2009 anotó un gol olímpico en el arco sur del Estadio Arturo Cumplido jugando para Atlético de la Sabana contra el Real Cartagena en un partido válido por la sexta fecha de la Copa Colombia 2009, el partido término 2-0 con doblete de él.

## Clubes
| Club                    | País     | Año         |
| ----------------------- | -------- | ----------- |
| América de Cali         | Colombia | 2005        |
| Unión Magdalena         | Colombia | 2006        |
| América de Cali         | Colombia | 2007-2008   |
| Atlético de la Sabana   | Colombia | 2009        |
| Valledupar F. C.        | Colombia | 2010        |
| Centauros Villavicencio | Colombia | 2011        |
| Deportes Quindío        | Colombia | 2012 - 2015 |
| América de Cali         | Colombia | 2015        |
| Universitario Popayán   | Colombia | 2016        |

## Palmarés

### Campeonatos nacionales
| Título              | Club            | Año  |
| ------------------- | --------------- | ---- |
| Torneo Finalización | América de Cali | 2008 |

### Distinciones individuales
| Distinción                       | Goles | Año  |
| -------------------------------- | ----- | ---- |
| Goleador del Torneo Finalización | 11    | 2011 |